# 昇竜洞

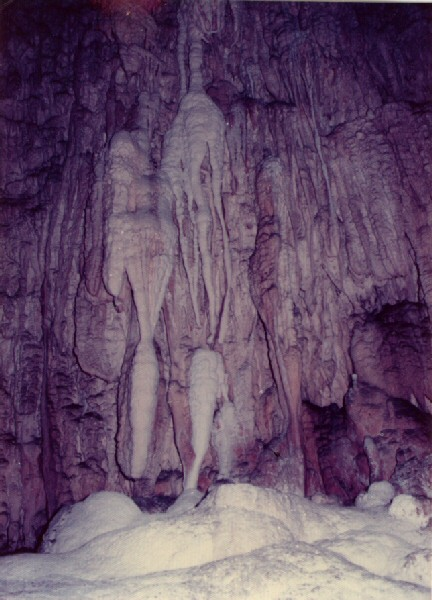
昇竜洞内部

昇竜洞（しょうりゅうどう）は、鹿児島県大島郡知名町にある鍾乳洞である。1967年3月31日に鹿児島県指定天然記念物に指定されている。

## 概要
- 1963年に発見された。1964年、愛媛大学助教授山内浩（後教授、日本ケービングの祖）の調査により、上洞・主洞･中洞･下洞の4個の洞穴を総計し3,500mを有し、本土の鍾乳洞と比較し、洞底が平坦でまた上下左右の立体的変化が乏しく、一方向に緩やかに屈曲して進む単純型であり、支洞の数も少ない特徴を有していることが確認された。
- 主に礫岩層により構成され、石灰岩が地下水流により浸食され形成されたと推測される。
- 鹿児島県指定天然記念物に指定されるとともに、観光地化され600mが公開されている。近隣には水連洞、永良部洞、大山水鏡洞などの鍾乳洞や洞窟が発見されている。

## 施設案内
沖永良部昇竜洞観光社（現在はおきえらぶフローラルホテル）によって管理されている。
- 所在地：鹿児島県大島郡知名町大字住吉
- 開洞期間：毎週火曜日（荒天時、増水等で臨時休業となる場合がある）
- 開洞時間：9時から17時まで。
- 入洞料
  - 個人：大人（高校生以上）1,100円、小人（小・中学生）550円、4・5歳児 220円。
  - 団体：大人（高校生以上）1,000円、小人（小・中学生）500円、4・5歳児 200円。（15名以上の団体に限る）
- 駐車場：無料駐車場あり。

## 交通案内
- 沖永良部空港より車で45分。

## 関連事項
- 鍾乳洞
- 洞窟